# Empelathra amplificans
Empelathra amplificans là một loài bướm đêm trong họ Noctuidae.